# Грегорі Лемаршаль
Грегорі Лемаршаль (13 травня 1983 — 30 квітня 2007 року) французький співак, який здобув популярність, вигравши у четвертому сезоні реаліті-шоу «Академія Зірок» (англ. Star Academy).

## Життя і кар'єра

### 1983—2002: Дитинство
Грегорі Лемаршаль народився в містечку Ла-Тронш, недалеко від Шамбері, департамент Савоя в родині П'єра і Лоренс Лемаршаль, у нього також була молодша сестра Леслі. У 20 місяців у нього виявили кістозний фіброз чи інакше муковісцидоз, спадкове захворювання, яке вражає легені, печінку, підшлункову залозу і кишечник. У дитинстві Грегорі був активною дитиною, займався спортом, грав за баскетбольну команду, захоплювався футболом і навіть розглядав можливість участі в спортивній журналістиці. У 1995 році у віці 12 років став чемпіоном Франції з акробатичного рок-н-ролу в своїй віковій групі.
Батьки Грегорі завжди мріяли віддати сина в музичну школу, так як бачили в ньому хороший голос і слух. Грег ж хотів займатися спортом і ігнорував всі пропозиції вступити в музичну школу, навмисно фальшивив на прослуховуваннях і всіма силами намагався, щоб його не взяли. З віком його інтереси змінилися.
У 1998 році, Грегорі Лемаршаль брав участь в шоу талантів, Graines de stars, де виконав соло пісню Даніеля Балавуана «Le Chanteur», а також виступав у тріо з двома іншими конкурсантами.

### 2003—2004: Star Academy, кар'єра і творчість
У 2003 році він успішно проходить кастинг в мюзикл «Адам і Єва» на роль Адама. Мюзикл проходить по багатьом містам Франції і навіть випускає сингл.
Влітку 2003 року під час кастингу до мюзиклу «Belles, belles, belles» Грегорі успішно пройшов конкурс на роль, яку йому запропонували продюсери і почав репетиції. Але так як проект мав фінансові труднощі, участь в ньому не відбулося. Саме в цей час зав'язується дружба Грегорі зі співаком Патріком Фьорі та композитором Брісом Даволі.
У 2003 році Грегорі вирушив на кастинг програми Nouvelle Star де, простоявши кілька годин на морозі, не зміг показати всю красу свого голосу і не був обраний журі.
Влітку 2004 року проект «Star Academy» (український телепроєкт Фабрика зірок) здійснював набір в 4-й сезон своїх програм. Залишалося одне вакантне місце, продюсери шукали красивий чоловічий голос і Бріс Даволі посприяв в організації прослуховування. На цей раз журі не змогло встояти перед музичним талантом Грегорі.
22 грудня 2004 став переможцем четвертого сезону французької «Star Academy», ставши першим в історії проекту переможцем-чоловіком. За нього проголосувало за різними оцінками від 80 до 86 % телеглядачів. Рейтингова кількість телеглядачів досягла 8,9 мільйона чоловік, що склало 39,4 % глядацької аудиторії.

### 2005—2007: Пік популярності
У березні 2005 року Грегорі Лемаршаль випустив свій дебютний сингл «Écris l'histoire», який досяг другого місця у французьких чартах, і став платиновим.
18 квітня 2005 вийшов його перший альбом «Je deviens moi» («Я стаю собою»). Цей альбом досяг першого місця в французьких чартах і в короткі терміни був проданий в кількості близько 300000 примірників. Протягом декількох місяців альбом стає платиновим.
У січні 2006 року отримує одну з найпрестижніших премій — «Відкриття року» на NRJ Music Awards, а з 9 по 26 травня 2006 року з великим успіхом гастролює по Франції, Бельгії і Швейцарії з невеликою перервою через операцію з видалення апендициту.
29, 30 і 31 травня проходять концерти в легендарній «Олімпії». Так як квитки були розпродані задовго до концерту, був організований додатковий концерт 24 червня. Справжнім відкриттям для шанувальників таланту стало спільне виконання пісні «What You're Made of» зі співачкою Люсі Сільвас, яка швидко досягла вершин чартів.
В кінці 2006 року різко починає даватися взнаки хвороба. У січні 2007 року він заявляє, що змушений зробити паузу через погане здоров'я. Незважаючи на паузу, був запланований другий альбом, а 30 березня співак співає «Vivo per lei» з Елен Сегарою.

### 2007: Смерть
У лютому 2007 року стан здоров'я співака серйозно погіршується, йому потрібна пересадка легенів. 2 квітня 2007 його госпіталізують до лікарні Foch. У неділю, 29 квітня ввечері, він був поміщений в штучну кому, з його згоди і згоди сім'ї, щоб полегшити страждання і біль в очікуванні пересадки. Раптово через чотири години після госпіталізації 30 квітня 2007 року о 13:00 його не стало через ускладнення муковісцидозу. Йому не вистачило всього два тижні до свого 24 дні народження.
Його відспівування відбулося в соборі Святого Франциска Сальського в Шамбері 3 травня 2007 року. Похований Грегорі на кладовищі рідного містечка Сонназ в Савойї. На похоронах, крім рідних і близьких, були присутні практично всі люди з телебачення і шоубізнес, які мали великий вплив на розвиток його таланту, а також більше п'яти тисяч шанувальників, які прийшли, щоб засвідчити свою повагу.

### 2007—2009: Посмертна кар'єра
Грегорі став автором більше 30 текстів на різні теми — теми, які були йому близькі, і які були невід'ємною частиною його існування, його особистості та його найпотаємніших надій. Грегорі сподівався, що зможе запропонувати ці тексти шанувальникам у своєму другому альбомі, роботу над яким він почав з величезним завзяттям. У березні 2007 року він записав композицію «De temps en temps», яка потім увійшла в його посмертний альбом «La voix d'un ange» («Голос ангела»).
За даними організації ifop.com за 2007 рік альбоми Грегорі Лемаршаля були продані в таких кількостях: «La Voix D'UN Ange» 604,000 примірників;
«Je Deviens Moi» 272,000 примірників;
«Олімпія 2006» 112 000 примірників;
«La voix d'un ange» 52.000 примірників.
Загальний тираж продажу був 1040000 копій, що дозволило йому стати співаком № 1 серед чоловіків у Франції в 2007 році.
Посмертний альбом «La voix d'un ange» у 2008 році отримав платинову нагороду від IFPI за 1 мільйон проданих копій в Європі.
Пісня «De Temps en Temps» принесла Грегорі посмертну нагороду імені Вінсента Скотто від організації «SOCAN», товариства композиторів, авторів і музичних видавців Канади.

## Спадщина
За неповні 24 роки Грегорі Лемаршаль встиг зробити стільки, скільки інші не встигають зробити і за кілька життів. У відповідь на втрату улюбленого сина, сім'я Грегорі заснувала Association Grégory Lemarchal(Асоціація Грегорі Лемаршаль) 7 червня 2007 року, спрямовану на поліпшення життя хворих на муковісцидоз та їх сімей шляхом надання інформації, фінансування досліджень і підвищення інформованості суспільства про муковісцидоз.
У листопаді 2007 року сестра Грегорі Лемаршаля — Леслі опублікувала книгу «Мій брат — артист» з великою кількістю фотографій (Видавництво Мішель Лафон), усі права на яку були передані фонду «Association Grégory Lemarchal».
28 грудня 2007 при відкритті нового сезону «Star Academy» його пам'ять було вшановано усіма учасниками, вся перша частина програми була присвячена Грегорі і боротьбі з муковісцидозом. Крім цього було зібрано близько 6,3 млн євро пожертвувань для фонду «Association Grégory Lemarchal».
У жовтні 2009 року Лоренс Лемаршаль публікує книгу «Під твоїм поглядом» (Видавництво Мішель Лафон), в якій вона розповідає історію боротьби свого сина проти цієї страшної хвороби.
19 червня 2012 року на сцені «Олімпії» в Парижі, за підсумками 5 років роботи «Association Grégory Lemarchal», близько двадцяти відомих артистів влаштували благодійний концерт на честь Грегорі.
В січні 2013, учасники «Star Academy» попередніх сезонів і дебютанти програми вшанували пам'ять Грегорі колективним виконанням його пісні «Écris l'histoire».
У серпні 2013 року, команда знаменитостей брала участь в телешоу «Форт Боярд» на каналі France 2 для збору коштів на благодійність і зібрала понад 18 тис.євро для «Association Grégory Lemarchal».
2 січня 2015 року, Карін Феррі, беручи участь у французькому аналогу «Хто хоче стати мільйонером?», Виграла 24,000 євро на користь «Association Grégory Lemarchal»

## Дискографія
Альбоми
- 18 квітня 2005: Je deviens moi (платиновий диск)
- 23 жовтня 2006: Olympia 06
- 18 червня 2007: La voix d'un ange (посмертний альбом, діамантовий)
- 16 листопада 2009: Rêves (посмертний альбом, компіляція)
- 19 листопада 2012: Cinq ans (посмертний альбом, компіляція+DVD з виступами на Star Academy 4)

Сингли
- 29 березня 2005: Écris l'histoire (платиновий диск)
- 18 липня 2005: Je suis en vie
- 5 грудня 2005: À corps perdu
- 9 травня 2006: Même si (What you're made of) з Люсі Сільвас
- 11 червня 2007: De temps en temps (посмертний сингл)
- 28 квітня 2008: Restons amis (посмертний сингл)